# IHK-Prüfungsausschuss
Ein IHK-Prüfungsausschuss organisiert, begleitet und beurteilt behördenübergeordnet und unabhängig die Abschlussprüfungen in anerkannten Aus- und Fortbildungsberufen der Industrie- und Handelskammern, insbesondere im Bereich der kaufmännischen, der gewerblichen und der IT-Berufe in Deutschland. Der Schwerpunkt liegt dabei auf dem praktischen und theoretischen Ausbildungsteil. 
Das hierfür bildungspolitisch vorgesehene Gremium „Prüfungsausschuss“ berät beispielsweise vor Beginn der Prüfungsperiode (Wintersemester oder Sommersemester) über die Zulässigkeit der eingereichten Projektthemen für die praktische Prüfung oder gibt Themen vor. Der Prüfungsausschuss betreut die ihm zugeordneten Prüflinge über den gesamten Prüfungsablauf. Er prüft und bewertet die schriftlichen Prüfungen, führt das Fachgespräch und beaufsichtigt die praktischen Prüfungsteile.
Der Prüfungsausschuss erstellt auch die schriftlichen Prüfungen. Bei mehreren Ausschüssen kann ein Aufgabenerstellungsausschuss eingerichtet werden. Da es hier in der Vergangenheit oft zu regional unterschiedlichen Niveaus gekommen ist, können die Kammern bei ihrem Dachverband Deutscher Industrie- und Handelskammertag (DIHK) beantragen, dass die Prüfungsaufgaben zentral von der Prüfungsaufgaben- und Lehrmittelentwicklungsstelle (PAL) entwickelt werden. Diese Aufgaben werden dann bundesweit einheitlich eingesetzt. Das bedeutet auch, dass sämtliche Prüflinge in dem jeweiligen Beruf bundesweit am selben Tag ihre Prüfungen ablegen müssen. Geprüft und bewertet werden diese Prüfungen dann aber dennoch vom jeweiligen Prüfungsausschuss der Kammer, bei der die Prüfung abgelegt wird.
Die Mitglieder der IHK-Prüfungsausschüsse sind nicht Mitarbeiter der IHK, sondern werden von ihr für die Dauer von fünf Jahren ernannt und sind ehrenamtlich tätig. Vorschläge zur Ernennung können aus Unternehmen, Verbänden, Gewerkschaften, aber auch von der IHK direkt kommen. Ein Prüfungsausschuss besteht paritätisch aus dreierlei „Arten“ von Ehrenamt-Mitgliedern: Arbeitgebervertreter, Arbeitnehmervertreter und Berufsschullehrer. Vertreten wird der IHK-Prüfungsausschuss durch den gewählten Vorsitzenden oder dessen Stellvertreter.
Die rechtlichen Grundlagen sind im Berufsbildungsgesetz (BBiG) geregelt.
Der IHK-Prüfungsausschuss entscheidet, vergleichbar mit dem Universitäts-Prüfungsausschuss der Hochschulen oder den Handwerkskammer-Prüfungsausschüssen der handwerklichen Lehrlingsberufe, über Bestehen oder Nichtbestehen einer Prüfung sowie über deren Benotung.